# Rosanna Davison
Rosanna Diane Davison (Dublino, 17 aprile 1984) è una modella e attrice irlandese, vincitrice del concorso di bellezza Miss Mondo 2003.

## Biografia
Ex Miss Irlanda nel 2003, Rosanna Davison è stata incoronata cinquantatreesima Miss Mondo il 6 dicembre 2004 nel Beauty Crown Theatre di Sanya, in Cina, ricevendo la corona dalla Miss Mondo uscente, la turca Azra Akın. È la prima Miss Mondo irlandese.
Figlia del cantante Chris de Burgh, dopo la vittoria al concorso la Davison ha ottenuto un contratto con la prestigiosa agenzia di moda Storm Model Agency nel Regno Unito, che le ha permesso di diventare il volto di Holiday on Ice e la testimonial per Newbridge Silverware e Rally England.
Nell'estate del 2009, Rosanna Davison ha recitato al fianco dell'attore irlandese Richard Wall in Vena. Il film è stato diretto dal fotografo e regista Kevin Abosch.